# Fluesvamp-familien
Fluesvamp-familien (Amanitaceae) er en tidligere, systematisk placering inden for Bladhat-ordenen . Familien omfatter bl.a. vore giftigste svampe. Alle er lamelsvampe, dvs. hvor frugtlegemet er en paddehat med lameller på undersiden. 
| Slægter |

- Fluesvamp (Amanita)

Note
1. ↑  Her følges den valgte placering i Wikispecies: Fungi Arkiveret 20. februar 2010 hos  Wayback Machine. Se dog også Index Fungorum: Family Names Databases Arkiveret 23. november 2009 hos  Wayback Machine

| Svampe | Spire Denne artikel om svampe er en spire som bør udbygges. Du er velkommen til at hjælpe Wikipedia ved at udvide den. |